# Ferrier (Haiti)
Ferrier (Haitianisch-Kreolisch Ferye) ist eine Gemeinde im Département Nord-Est von Haiti.

## Geschichte
Vor der französischen Kolonialherrschaft wurde der Ort von seinen indigenen Einwohnern Maribahoux genannt.
Bevor Ferrier in den Rang einer Gemeinde erhoben wurde, war es seit 1839 ein Stadtteil des alten Fort-Dauphin, dem früheren Namen der Gemeinde Fort-Liberté. Ferrier erhielt 1946 den Status einer Gemeinde.
In den Jahren 1963/1964 wurde Ferrier Schauplatz von Vorstößen einer gegen das Regime von François Duvalier gerichteten Guerilla-Bewegung, die aus der Dominikanischen Republik unterstützt wurde.
Der die Amtsgeschäfte als Premierminister wahrnehmende Ariel Henry unterstützte Anfang der 2020er Jahre den Plan, einen Kanal zwischen Ferrier und dem gut acht Kilometer entfernten Rivière Massacre zu bauen.

## Lage und Beschreibung
Ferrier liegt im nordöstlichsten Arrondissement Haitis an der Grenze zur Dominikanischen Republik. Die zur Grenzstation Ouanaminthe führende Route Nationale RN-6 verläuft am westlichen Rand der Gemeinde. Bis zur Grenze sind es achtzehn Kilometer. Nördlich sind es in die Kreisstadt Fort-Liberté neun Kilometer.
Neben dem Ortszentrum Ville de Ferrier bestehen die drei ländlichen Gemeindebezirke Merande, Bossous und Artaud.
Es besteht keine verlässliche Trinkwasserversorgung. Private Initiativen streben danach, diese künftig sicherzustellen.